# Radio (Rammstein-Lied)
Radio ist ein Lied der deutschen Band Rammstein, das am 26. April 2019 als zweite Single aus ihrem siebten, unbetitelten Studioalbum veröffentlicht wurde. Der Song wurde von der Band geschrieben und von dieser mit Olsen Involtini produziert.

## Musik und Text
Das Lied ist unter anderem eine Hommage an die Band Kraftwerk, insbesondere an deren Song Radioaktivität. Der Rolling Stone bezeichnete es als Popsong. Textlich geht es – etwa mit der Zeile „So höre ich, was ich nicht seh‘ / Stille heimlich fernes Weh“ – um das Herausbrechen aus staatlicher Propaganda durch das Hören „feindlicher“ Radiosender. Wenn es heißt „Jedes Liedgut war verboten / So gefährlich fremde Noten“, kritisiert das Lied nicht nur die Unterdrückung freier Informationsquellen, sondern auch die kulturelle Zensur. Die Schilderungen des Textes sind auf beide deutsche Diktaturen des zwanzigsten Jahrhunderts anwendbar, sowohl das Dritte Reich als auch die DDR. Durch die Biografie der Band ist auch von persönlichen Bezügen in letzterer auszugehen. So ist etwa eine Anspielung auf die Grenzbefestigungen der DDR bei Zeilen wie „Schwebe so durch helle Räume / Keine Grenzen, keine Zäune“ naheliegend.

## Musikvideo
Das in Schwarzweiß gedrehte Musikvideo zeigt die Band im Stil der 1930er-Jahre gekleidet in einem Funkhaus. Soldaten stürmen den Saal, der Song verleitet sie auch zu einem choreographierten Tanz. Zwischendurch ist die Band zu sehen – „in roboterartiger Kraftwerk-Manier als digitale Projektionsfläche, die in die Geschichte eingreift, aber haptisch nicht greifbar ist.“ Die Regie führte Joern Heitmann.

## Rezeption
Die Single erreichte hohe Chartplatzierungen, so Platz vier in Deutschland und Ungarn, Platz 13 in Österreich und Platz 17 in der Schweiz. Der Rolling Stone schrieb: „Der Song ist schräge Satire, die der Gesellschaft den Spiegel bzw. das Radio vorhält. Und auch eine Abrechnung mit Diktaturen wie der DDR.“
| ChartsChartplatzierungen | Höchstplatzierung | Wochen |
| ------------------------ | ----------------- | ------ |
| Deutschland (GfK)        | 4 (7 Wo.)         | 7      |
| Österreich (Ö3)          | 13 (3 Wo.)        | 3      |
| Schweiz (IFPI)           | 17 (5 Wo.)        | 5      |

Auszeichnungen für Musikverkäufe

| Land/Region        | Auszeichnungen für Musikverkäufe (Land/Region, Auszeichnung, Verkäufe) | Verkäufe |
| ------------------ | ---------------------------------------------------------------------- | -------- |
| Deutschland (BVMI) | Gold                                                                   | 200.000  |
| Österreich (IFPI)  | Gold                                                                   | 15.000   |
| Polen (ZPAV)       | Gold                                                                   | 25.000   |
| Insgesamt          | 3× Gold ·                                                              | 240.000  |

Hauptartikel: Rammstein/Auszeichnungen für Musikverkäufe